# Успение Богородично (Нова махала)
Вижте пояснителната страница за други значения на Успение Богородично.
„Успение Богородично“ (на македонска литературна норма: „Успение Богородично“) е източнокатолическа църква в струмишкото село Нова махала (Нова Маала), Северна Македония. Църквата е енорийски храм на източнокатолическата Струмишко-Скопска епархия.
Енорията е основана в 1914 година след като българите униати от Кукушко са прогонени от гръцката войска по време на Междусъюзническата война в 1913 година и се установяват в Струмишко, което остава в България. В Нова махала се заселват жители на Лелово даесно с отец Атанас Иванов, който е пръв енорийски свещеник на епархията. Първоначално една къща е превърната в храм, посветен на Успение Богородично. Днешната сграда е построена в 1937 година. От 1972 година в енорията действат сестрите евхаристинки.
„Успение Богородично“ е енорийска църква, а неин параклис е „Свети Георги“ в съседното село Чанаклия.